# Spec Ops: Airborne Commando
Spec Ops: Airborne Commando — компьютерная игра в жанре тактического шутера от третьего лица, разработанная Big Grub и изданная Take-Two Interactive для PlayStation в 2002 году. Является частью серии Spec Ops.

## Игровой процесс
В Spec Ops: Airborne Commando имеется 16 уровней.

## Восприятие
Критик из Jeuxvideo.com поставил игре 5 из 20 баллов.